# روني ستيل
روني ستيل (بالإنجليزية: Ronnie Steel)‏ (3 يونيو 1929 في المملكة المتحدة - 1 نوفمبر 2009) هو لاعب كرة قدم بريطاني في مركز الهجوم. لعب مع أكسفورد يونايتد وBedford Town F.C. ‏ وBanbury United F.C. ‏ وبيشوب أوكلاند ‏ وويتني تاون ‏ ودارلينجتون إف سى.